# Оберурнен
Оберурнен (нем. Oberurnen) — бывшая коммуна в Швейцарии, в кантоне Гларус.
1 января 2011 года вошла в состав коммуны Гларус-Норд.
Население составляет 1870 человек (на 31 января 2007 года). Официальный код — 1623.

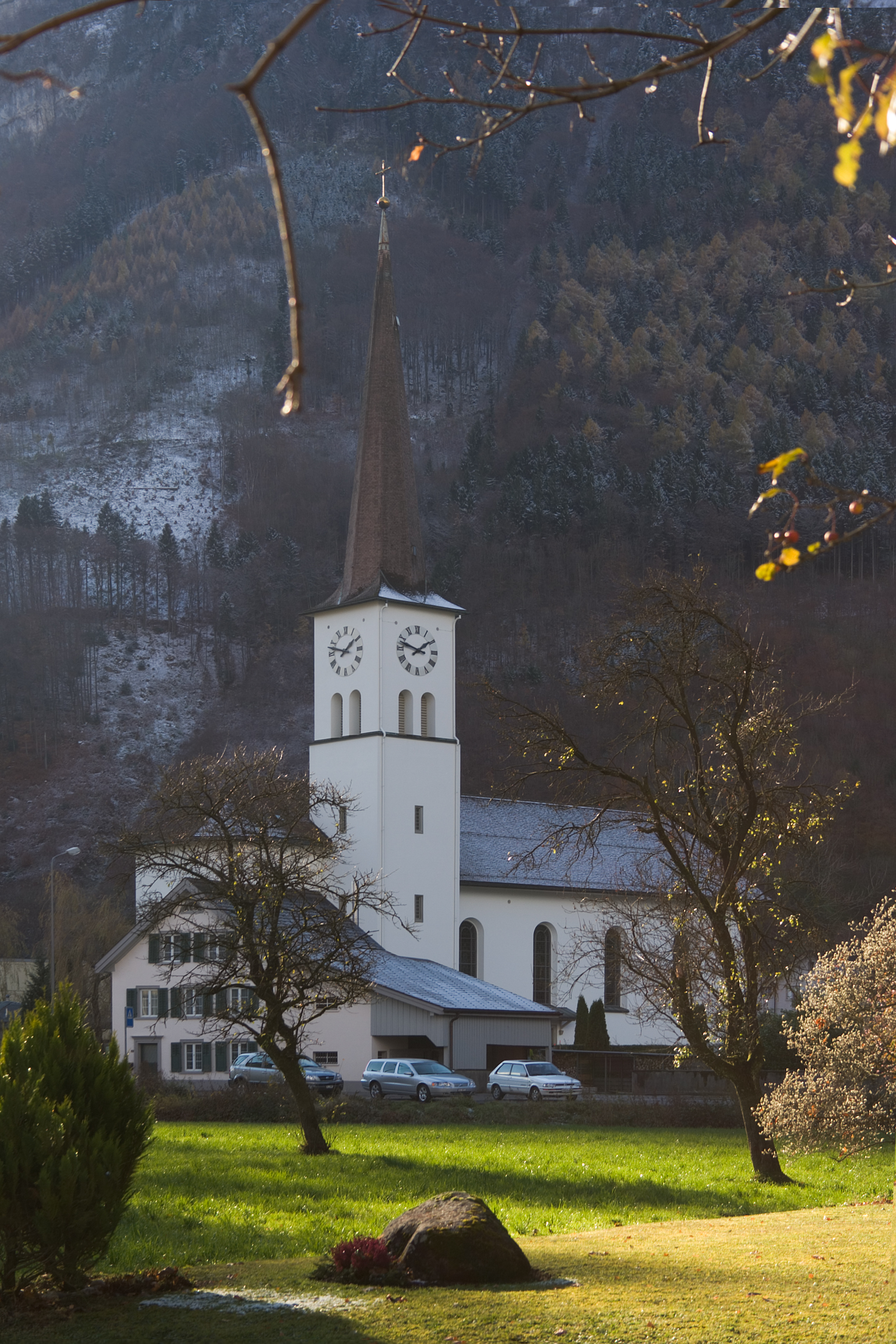
Церковь